# St. Wolfgang im Salzkammergut
St. Wolfgang im Salzkammergut (auch Sankt Wolfgang) ist eine Marktgemeinde mit 2880 Einwohnern (Stand 1. Jänner 2025) im Bezirk Gmunden im Traunviertel (Oberösterreich). Sie liegt am Wolfgangsee im Salzkammergut und im Gerichtsbezirk Bad Ischl.

## Geografie
St. Wolfgang im Salzkammergut liegt auf 548 m Höhe im Traunviertel am Fuße des Schafberges (seit 1893 Zahnradbahn auf den 1783 m hohen Gipfel) am Nordufer des 13,5 km² großen Aber- oder Wolfgangsees in 539 m Seehöhe als Luftkurort.
Die Ausdehnung beträgt von Nord nach Süd 10,5 km, von West nach Ost 8,1 km. Die Gesamtfläche beträgt 56,58 km², 62,4 % der Fläche ist bewaldet, 18,0 % der Fläche landwirtschaftlich genutzt.
Ortsteile der Gemeinde sind:
Aschau, Au, Bürglstein, Graben, Markt, Mönichsreith, Radau, Rußbach, Schwarzenbach, Weinbach, Windhag, Wirling.
St. Wolfgang ist von seinen Nachbarorten am Seeufer durch eine Erhebung und ein Gewässer getrennt: den 745 m hohen Bürgl bei Strobl sowie den Dittelbach Richtung St. Gilgen, der auch Landesgrenze zwischen Salzburg und Oberösterreich ist. Das Dorf ist zwischen der hügeligen Landschaft und dem See recht dicht bebaut, was St. Wolfgang einen kleinstädtischen Charme gibt. Der Ortskern wird durch einen circa 700 m langen Tunnel unter dem östlichen Ausläufer des Kalvarienberges umfahren.

### Gemeindegliederung
Das Gemeindegebiet umfasst zwölf Ortschaften (in Klammern Einwohnerzahl Stand 1. Jänner 2025):
- Aschau (36)
- Au (368)
- Bürglstein (3)
- Graben (182)
- Markt (587)
- Mönichsreith (95)
- Radau (339)
- Rußbach (325)
- Schwarzenbach (209)
- Weinbach (338)
- Windhag (216)
- Wirling (182)

Die Gemeinde besteht aus zwei Katastralgemeinden (Fläche Stand 31. Dezember 2023):
- St. Wolfgang (2.337,92 ha)
- Wolfgangthal (3.319,63 ha)

### Nachbargemeinden
Zwei der vier Nachbargemeinden liegen im Bezirk Salzburg-Umgebung (SL), eine im Bezirk Vöcklabruck (VB).
|                   |                                             | Steinbach am Attersee (VB) |
| Sankt Gilgen (SL) | Kompassrose, die auf Nachbargemeinden zeigt | Bad Ischl                  |
|                   | Strobl (SL)                                 |                            |

### Klima

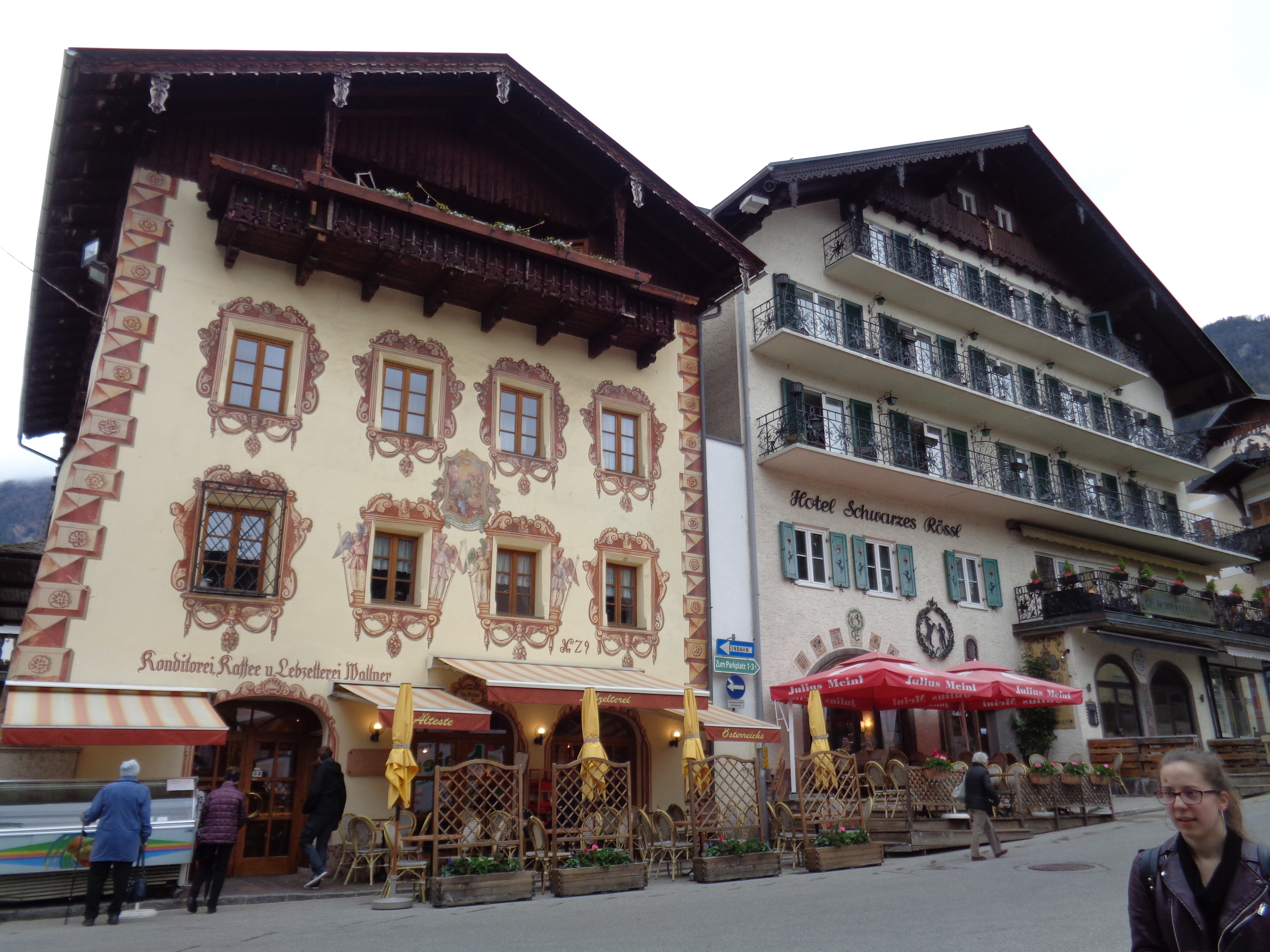
Häuser in der Ortsmitte

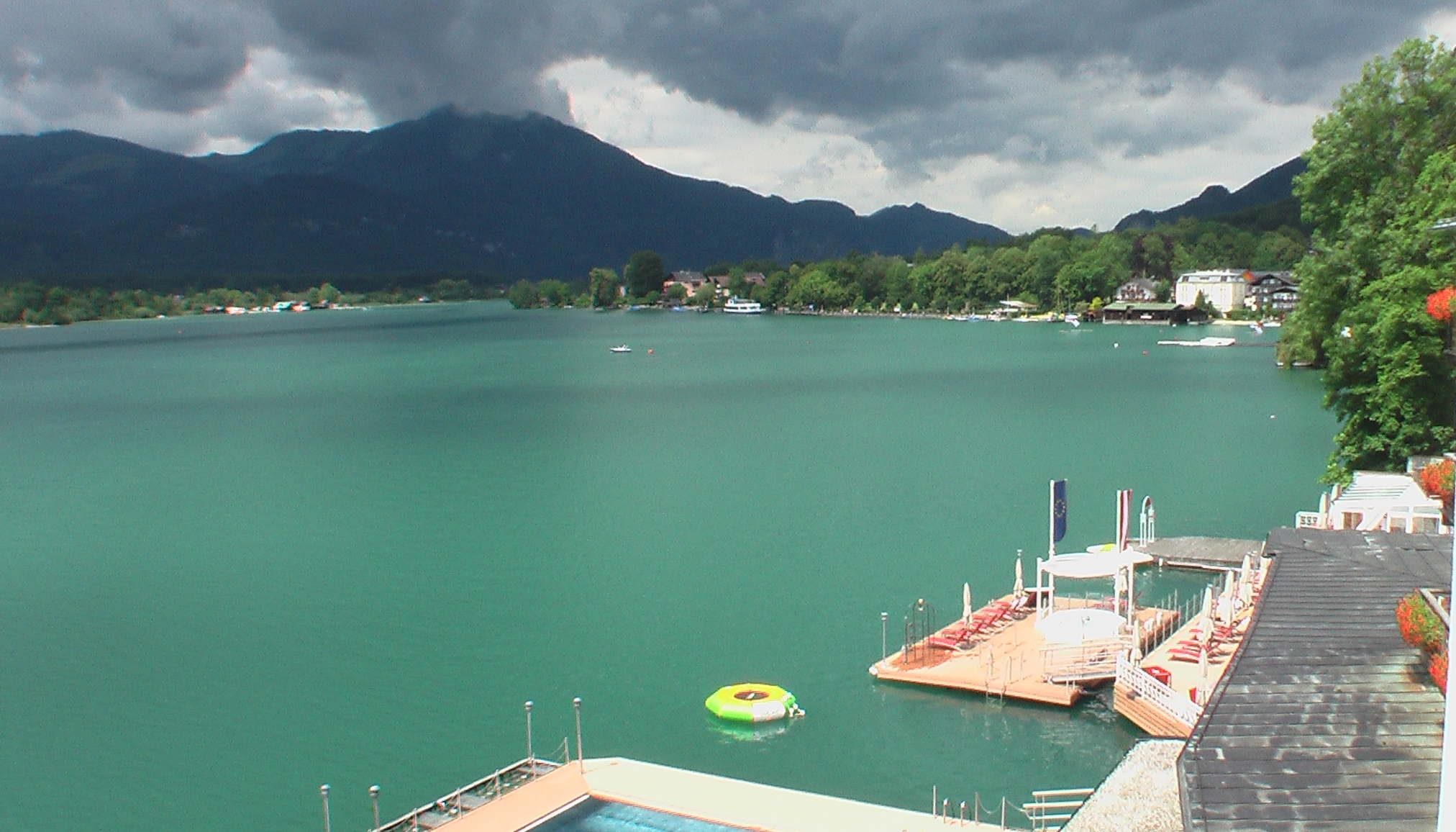
Blick auf den Wolfgangsee

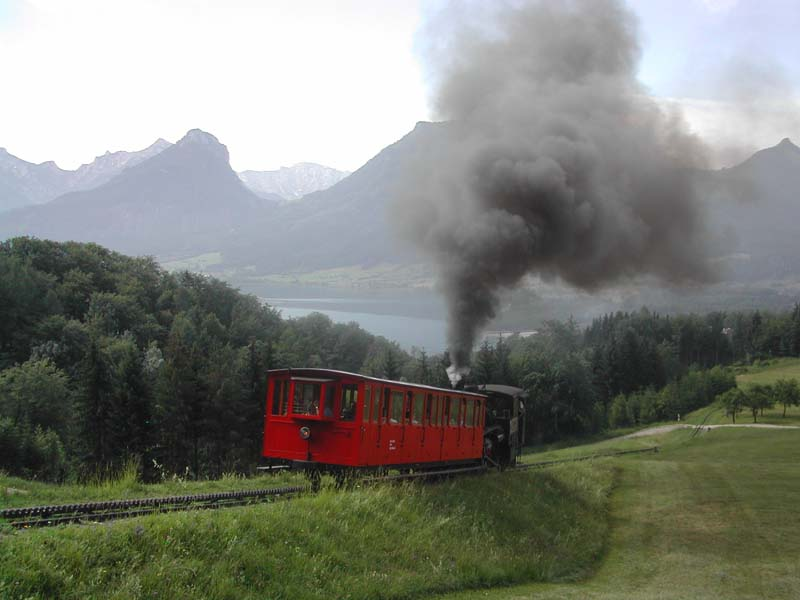
Schafbergbahn

|                        | Jan  | Feb  | Mär  | Apr  | Mai  | Jun  | Jul  | Aug  | Sep  | Okt  | Nov  | Dez  |   |      |
| Mittl. Temperatur (°C) | −1,0 | −0,2 | 3,5  | 8,2  | 13,3 | 16,2 | 18,4 | 18,0 | 13,9 | 9,8  | 4,4  | 0,6  | ⌀ | 8,8  |
| Mittl. Tagesmax. (°C)  | 2,3  | 4,0  | 8,4  | 13,8 | 18,9 | 21,6 | 23,9 | 23,5 | 19,0 | 14,7 | 8,1  | 3,6  | ⌀ | 13,5 |
| Mittl. Tagesmin. (°C)  | −3,4 | −3,0 | 0,2  | 4,2  | 9,0  | 12,0 | 14,1 | 14,1 | 10,7 | 6,8  | 2,0  | −1,5 | ⌀ | 5,5  |
|                        |      |      |      |      |      |      |      |      |      |      |      |      |   |      |
| Niederschlag (mm)      | 102  | 87   | 120  | 82   | 127  | 171  | 179  | 167  | 139  | 86   | 104  | 103  | Σ | 1467 |
|                        |      |      |      |      |      |      |      |      |      |      |      |      |   |      |
| Luftfeuchtigkeit (%)   | 75,7 | 68,2 | 62,4 | 54,9 | 56,1 | 58,9 | 57,6 | 59,5 | 62,6 | 64,2 | 73,2 | 77,7 | ⌀ | 64,2 |

| −3,4 |

| −3,0 |

| 0,2 |

| 4,2 |

| 9,0 |

| 12,0 |

| 14,1 |

| 14,1 |

| 10,7 |

| 6,8 |

| 2,0 |

| −1,5 |

| −3,4 |

| −3,0 |

| 0,2 |

| 4,2 |

| 9,0 |

| 12,0 |

| 14,1 |

| 14,1 |

| 10,7 |

| 6,8 |

| 2,0 |

| −1,5 |

## Geschichte
Der Ort verdankt seinen Namen dem Heiligen Wolfgang, der um 976 als Bischof von Regensburg in seinem Eigenkloster Mondsee Zuflucht suchte. Das Kloster war 748 von Odilo, dem Bayernherzog aus dem Geschlecht der Agilolfinger, gegründet worden. In vielen Legenden (Beilwurf und Quellwunder am Falkenstein) sind der eigenhändige Bau der ersten kleinen Kirche am Abersee und die damit verbundenen Wunderheilungen erwähnt.
Nach der Heiligsprechung Wolfgangs 1052 trugen zahlreiche Wundertaten und Heilungen wesentlich zur Verbreitung und Bedeutung der Volksfrömmigkeit und des Wolfgangkultes bei. Das Stift Mondsee als Eigentümer dieser Region stellte sich in den Dienst der Bekanntmachung und Verbreitung der Verehrung in und um St. Wolfgang. Ein erster romanischer Kirchenbau wurde 1183 von Papst Lucius III. bestätigt. Für das Jahr 1291 gibt es urkundliche Berichte von Wallfahrten zum Kirchlein im Wolfgangland. 1314 bis 1318 errichtete man ein großes Pilgerhaus, das im 15. Jahrhundert prächtig ausgebaut wurde, da die vielen Gläubigen aus verschiedenen Ländern darin nicht mehr genug Platz fanden. Unter den Äbten Simon Reuchlin, Benedikt Eck und Wolfgang Haberls, der 1515 den kunsthistorisch bedeutenden Pilgerbrunnen (Wolfgang-Brunnen) vor der Kirche aufstellte, erfuhr St. Wolfgang eine rege Bautätigkeit.
Das Gotteshaus gewann durch die Jahrhunderte vor allem durch die künstlerische Einrichtung an Bedeutung. Der 1481 fertiggestellte Flügelaltar Michael Pachers, der Barockaltar von Thomas Schwanthaler 1676 mit den Reliquien des Heiligen Wolfgang sowie der Schmerzensmann und die Kanzel des Barockbildhauers Meinrad Guggenbichler 1706 machen die Pilgerkirche zu einem außergewöhnlichen Kunstobjekt.
Der Höhepunkt der Wallfahrten war im 15. und 16. Jahrhundert erreicht, was sich auch im Kunstschaffen ausdrückte. St. Wolfgang war nach Rom, Aachen und Einsiedeln die viertgrößte Pilgerstätte seiner Zeit. 1506 erwarb König Maximilian I. das Mondseeland (die Grundherrschaft des Stifts), und 1567 verlieh Kaiser Maximilian II. dem Ort das Marktrecht mit Wappen.
Im Zuge der Gegenreformation wurde die Wallfahrt noch einmal neu belebt. Doch die Bedeutung des Wallfahrtsortes wurde durch die Reformen des Kaisers Joseph II. stark eingeschränkt; 1791 wurde das Kloster Mondsee ganz aufgelöst.
Die Hupfmühle wurde im 16. Jahrhundert erstmals erwähnt.
Neues Aufleben und einen großen Aufschwung für St. Wolfgang brachte die nahegelegene sommerliche Kaiserresidenz in Bad Ischl (1829 bis 1916). Große Anziehung übte der See mit Schifffahrt und Schafbergbahn auf die Gäste aus nah und fern aus. Berühmte Malerpersönlichkeiten des 18. und 19. Jahrhunderts trugen zur internationalen Bekanntheit des Ortes bei und hinterließen ihre Spuren. Am 8. November 1930 hatte das Lustspiel Im weißen Rössl am Wolfgangsee Premiere in Berlin. Dieses für St. Wolfgang zum Welterfolg führende Volksrevuestück zog die Filmgrößen aus aller Welt nach St. Wolfgang. Um 1930 gab es sogar Flugverkehr von Berlin nach St. Wolfgang – die Landung erfolgte vor dem Grand Hotel mit einem Wasserflugzeug.
Das Wolfgangland war wirtschaftlich seit frühester Zeit ein Bauernland mit einem sich durch die Wallfahrt um die Kirche entwickelnden handwerklichen Ortskern, der durch die touristische Entfaltung und Erschließung einen fortschrittlichen Aufschwung nahm.
1873 begann mit dem ersten Raddampfer Kaiser Franz Josef das technische Zeitalter auf dem Wolfgangsee.
St. Wolfgang, das seit dem 16. Jahrhundert dem österreichischen Teilerzherzogtum Österreich ob der Enns zugerechnet wurde, gehört seit 1918 zum Bundesland Oberösterreich. Nach dem Anschluss Österreichs an das Deutsche Reich am 13. März 1938 gehörte der Ort zum Gau Oberdonau. 1945 wurde Oberösterreich wiederhergestellt. 1951 erfolgte die Umbenennung der Gemeinde von St. Wolfgang in St. Wolfgang im Salzkammergut.

### Einwohnerentwicklung
1991 hatte die Gemeinde laut Volkszählung 2.708 Einwohner, 2001 dann 2.797 Einwohner.

## Kultur und Sehenswürdigkeiten

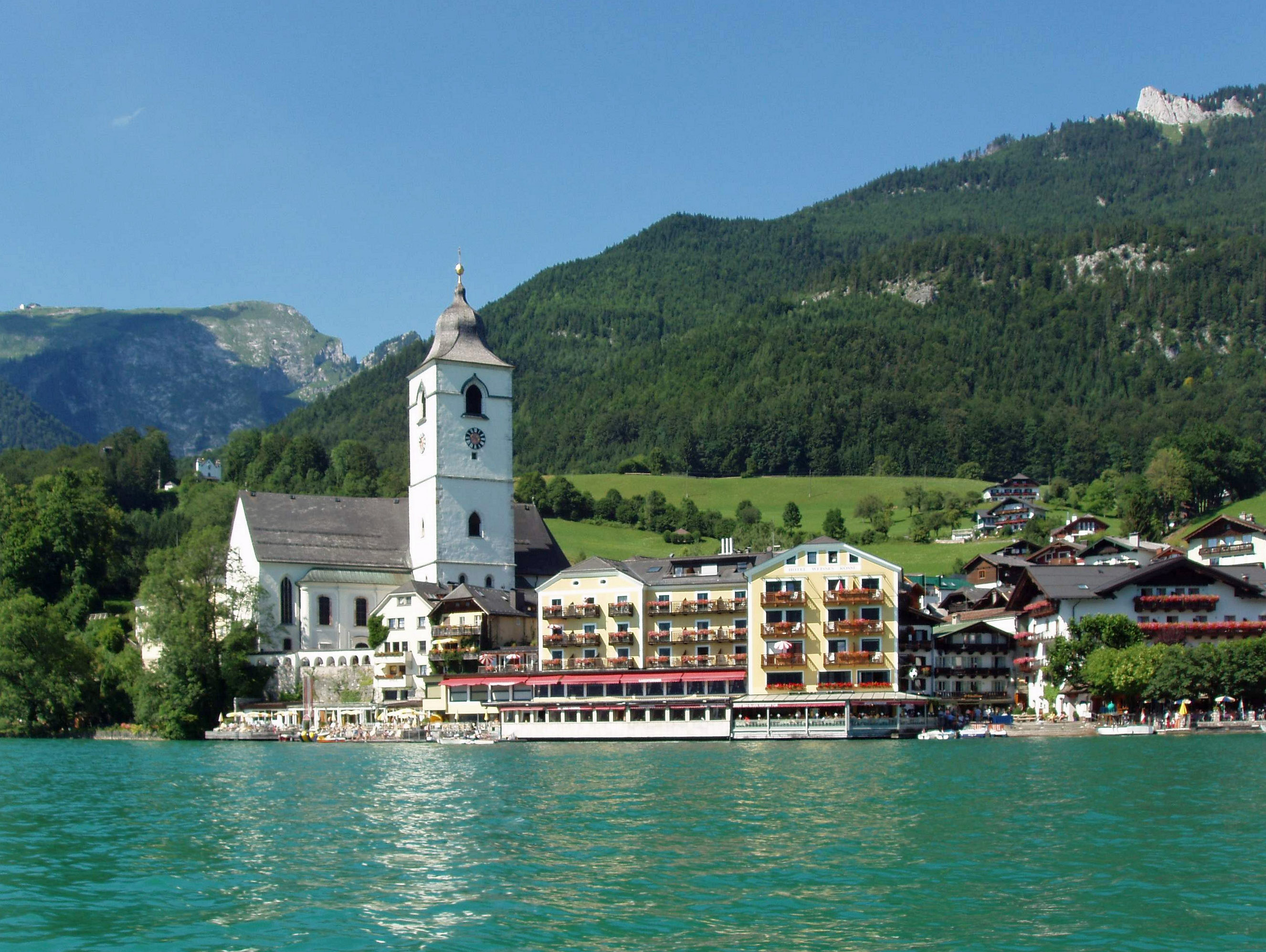
St. Wolfgang mit der Pfarr- und Wallfahrtskirche und dem Hotel Weißes Rössl

- Katholische Pfarr- und Wallfahrtskirche St. Wolfgang im Salzkammergut
- Die Gemeinde St. Wolfgang ist ein bedeutendes Zentrum der Felsbildkunst, die sich entlang der Bergwände an der südöstlichen Seehälfte erstreckt und bis zur Pfahlbaukultur zurückreicht.[6]

### Friedhof von St. Wolfgang
Der Friedhof von St. Wolfgang liegt ca. 700 Meter von der Kirche entfernt, an der L546 (St. Wolfganger Straße, Au 143). An der Friedhofsmauer befindet sich eine Kapelle, die 1685–1688 erbaut wurde. Auf dem Friedhof liegen namhafte Persönlichkeiten begraben.
- Carl Lafite (1872–1944), Komponist, Organist, Chorleiter, Dirigent, Programmgestalter, Organisator, Musikpädagoge, Kritiker und Klavierbegleiter[7]
- Josef Hödlmoser (1858–1948), Bürgermeister von St. Wolfgang
- Emil Jannings (1884–1950), erster Oscar-Preisträger
- Ralph Benatzky (1884–1957), Komponist des weißen Rößls
- Rudolf Nierlich (1966–1991), Skirennläufer, dreimaliger Weltmeister im alpinen Skisport

## Wirtschaft und Infrastruktur

### Tourismus
St. Wolfgang versuchte nach dem Zweiten Weltkrieg, an die früheren Erfolge als Ort der Sommerfrische anzuknüpfen, was bis in die 1990er-Jahre gelang. Trotz der attraktiven Lage in der seen- und waldreichen Salzkammergutlandschaft zählt St. Wolfgang heute nicht mehr zu den großen Touristikgemeinden in Österreich. Seit der Gründung der Wolfgangsee Tourismus Gesellschaft (WTG) im Jahr 1998 wurden die Orte am Wolfgangsee, St. Gilgen, Strobl und St. Wolfgang, eine Vermarktungseinheit. Die fallenden Nächtigszahlen in der Wolfgangseeregion konnte dadurch kaum gestoppt werden: 1990 wurden am Wolfgangsee noch 1.300.000 Nächtigungen gezählt, im Jahr 2015 verzeichnete man 885.214 Übernachtungen. Erst im Jahr 2023 mit 1.003.451 Nächtigungen trat laut Jahresbericht der Geschäftsführer der WTG (Hans Wieser 1998–2022, Thomas Herrmann 2022–2023 und Patrick De-Bettin 2023–) wieder eine Steigerung ein.

### Pilgerweg
St. Wolfgang ist Endpunkt des europäischen Pilgerwegs Via Nova, der in Příbram (Tschechien) beginnt und in das europäische Netz der Weitwanderwege eingebunden ist.

### Bildung
- Bundesinstitut für Erwachsenenbildung (bifeb): Das Grundstück einer ehemaligen von den Nationalsozialisten enteigneten und nach dem Krieg restituierten Villa wird 1955 von der Republik Österreich erworben. 1956 wird das Volksbildungsheim und der internationale Campus der Sommerhochschule Wien eingerichtet. 1968 wird die ursprünglich landwirtschaftlich orientierte Bildungseinrichtung in Bundesheim für Erwachsenenbildung St. Wolfgang des Bundesministeriums für Unterricht umbenannt. Durch das 1973 beschlossene Fördergesetz (Bundesgesetz vom 21. März 1973 über die Förderung der Erwachsenenbildung und des Volksbüchereiwesens) wurde eine gesetzliche Grundlage für die Förderung der Erwachsenenbildung und des Büchereiwesens gelegt. Der Büchereiverband Österreichs (bvö) nutzt bis heute die Infrastruktur des Bundesinstitutes für die Ausbildung der Bibliothekare im öffentlichen Bibliothekswesen. Die Universität Wien nutzt die Einrichtung für eine jährliche Sommerhochschule[9].[10]

## Politik
Der Gemeinderat hat 25 Mitglieder.

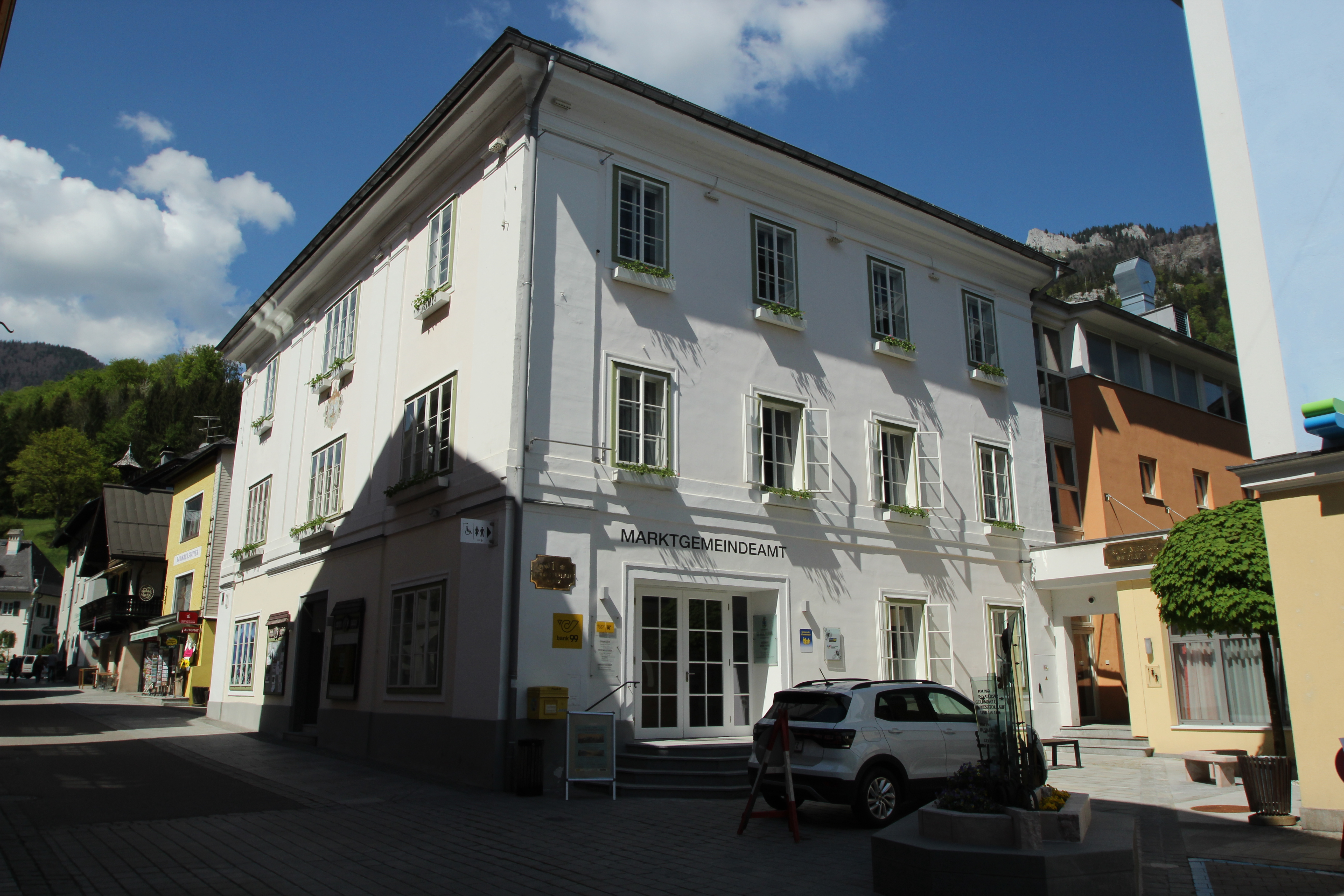
Marktgemeindeamt

- Nach den Gemeinderats- und Bürgermeisterwahlen in Oberösterreich hatte der Gemeinderat jeweils folgende Verteilungen:
  - 2003: 13 ÖVP, 10 SPÖ und 2 FPÖ
  - 2009: 12 ÖVP, 10 SPÖ, 2 FPÖ und 1 Bürgerliste
  - 2015: 13 ÖVP, 9 SPÖ und 3 FPÖ.
- Seit den Gemeinderats- und Bürgermeisterwahlen in Oberösterreich 2021 hat der Gemeinderat folgende Verteilung:

14 ÖVP, 5 SPÖ, 4 GRÜNE und 2 FPÖ.

### Bürgermeister
- 1945–1973 Matthias Hödlmoser (ÖVP)
- Alois Linortner
- 1985–1996 Josef Windhager (ÖVP)[13]
- 1996–2015 Johannes Peinsteiner (ÖVP)
- seit 2015 Franz Eisl (ÖVP)

### Wappen
Blasonierung: Geteilt von Blau und Silber; unten auf grünen Wellen eine goldene Zille, darin stehend und in das obere Feld reichend, ein Schiffer mit rotem Rock, schwarzen Beinkleidern und schwarzem Hut auf dem Kopf, mit beiden Händen ein goldenes Ruder führend; rechts oben begleitet von einem goldenen Stern. Gemeindefarben: Blau-Gelb-Grün.
Das Wappen wurde 1567 durch Kaiser Maximilian II. verliehen, nachdem die Bürgerschaft in einer Bittschrift den Abt von Mondsee ersucht hatte, sich beim Landesfürsten dafür einzusetzen. Zusätzlich zum Wappenschild wies es als Schildhalter die wachsende Gestalt des heiligen Wolfgang in bischöflichem Ornat mit Beil und Bischofsstab auf, eine Darstellung, die noch heute von der Gemeinde verwendet wird. Das Wappenmotiv verweist auf die Schifffahrt auf dem Wolfgangsee, die sowohl für die Bewohner als auch für die zahlreichen Wallfahrer von großer Bedeutung war. Der Stern könnte in diesem Zusammenhang als „Stella Maris“, also als Symbol für die Gottesmutter Maria verstanden werden.

### Partnergemeinde
Sankt Wolfgang im Landkreis Erding (Deutschland).

## Persönlichkeiten

### Söhne und Töchter der Gemeinde
- Wolfgang Wallner (1884–1964), Bildhauer, Schöpfer bedeutender Plastiken in Österreich und Deutschland
- Helmut Peter (* 1948), Hotelier und Nationalratsabgeordneter, geboren in St. Wolfgang

### Ehrenbürger der Gemeinde
- Moritz Sobotka (1843–1918), Malzfabrikant
- Hans Nachbauer, Generaldirektor des Österreichischen Verkehrsbüros
- Erhard August Scheidt (1865–1929), Tuchfabrikant und Politiker
- Josef Hödlmoser (1858–1948), Landwirt und Politiker, Bürgermeister von St. Wolfgang
- Vincent Maximiliaan Baron van Tuyll van Serooskerken (1857–1911), niederländischer Unternehmer (Billiton)
- Manfred Graf Pachta-Rayhofen (1878–1951), Bezirkshauptmann von Gmunden 1918–1935
- Josef Rohrmoser (1878–1961), Pfarrer und Geistlicher Rat, NS-Opfer
- 1950: Ralph Benatzky (1884–1957), Komponist von Im weißen Rößl, begraben in St. Wolfgang
- 1950: Geoffrey Keyes (1888–1967), Offizier und Hochkommissar im besetzten Österreich[15]
- 1972: Robert Stolz (1880–1975), Komponist und Dirigent
- 1977: Matthias Hödlmoser (1907–1981), Landwirt und Politiker, Bürgermeister von St. Wolfgang
- 1985: Alois Linortner († 11. Juli 1995), Bürgermeister von St. Wolfgang
- 1997: Josef Windhager (1932–2018), Bürgermeister von St. Wolfgang
- 2002: Helmut Köll, Pfarrer und Konsistorialrat (* 2. Mai 1932)
- 2010: Josef Pühringer, Landeshauptmann

### Personen mit Bezug zur Gemeinde
- Maurus Oberascher (1628–1697), katholischer Theologe und Benediktinerabt, Pfarrer am Ort
- Johann Maria Boykow (1878–1935), Ingenieur, Erfinder des Sonnenkompass und der automatischen Flugzeugsteuerung
- Emil Jannings (1884–1950), Schauspieler und erster Oscar-Preisträger, begraben in St. Wolfgang
- Alexander Lernet-Holenia (1897–1976), Schriftsteller, lebte von 1926 bis 1952 in St. Wolfgang.
- Hilde Spiel (1911–1990) kam schon in jungen Jahren nach St. Wolfgang[16] und hatte ab 1955 ihren Sommerwohnsitz in ihrem „Haus am Bach“
- Johannes Peinsteiner (* 1961), ehem. Bürgermeister von St. Wolfgang und Landtagsabgeordneter (ÖVP)
- Rudi Nierlich (1966–1991), Skirennläufer, dreimal Weltmeister im alpinen Skirennlauf, aufgewachsen in St. Wolfgang
- Roswitha Raudaschl (* 1967), Skirennläuferin
- Bernhard Baier (* 1975), Vizebürgermeister von Linz
- Andrea Limbacher (* 1989), österreichische Freestyle-Skierin